# واترفوت
واترفوت (به انگلیسی: Waterfoot) یک روستا در بریتانیا است که در رنفروشر شرقی واقع شده‌است. واترفوت ۱٬۲۷۹ نفر جمعیت دارد.